# Saint-Melaine-sur-Aubance
Saint-Melaine-sur-Aubance è un comune francese di 2 179 abitanti situato nel dipartimento del Maine e Loira nella regione dei Paesi della Loira.

## Società

### Evoluzione demografica
Abitanti censiti